# Abraham Polonsky
Abraham Lincoln Polonsky (ur. 5 grudnia 1910 w Nowym Jorku, zm. 26 października 1999) – amerykański scenarzysta i reżyser.
W 1947 roku za scenariusz do filmu  Ostatnia runda (Body and Soul) otrzymał nominację do Oscara za najlepszy scenariusz oryginalny.

## Filmografia

### Scenarzysta
- 1947: Ostatnia runda (Body and Soul)
- 1947: Golden Earrings
- 1948: Siła zła (Force of Evil)
- 1951: I Can Get It for You Wholesale
- 1959: Odds Against Tomorrow
- 1963: Kraft Suspense Theatre
- 1965: Seaway
- 1968: Madigan
- 1969: Był tu Willie Boy (Tell Them Willie Boy Is Here)
- 1979: Ekspres pod lawiną (Avalanche Express)
- 1982: Jego eminencja (Monsignor)

### Reżyser
- 1948: Siła zła
- 1965: Seaway
- 1969: Był tu Willie Boy
- 1971: Romance of a Horsethief